# Ekaterina Abramzon
Ekaterina Abramzon (Riga, 1º luglio 1987) è un'ex cestista lettone naturalizzata israeliana.
Alta 186 cm, giocava come ala.

## Carriera
Con Israele ha disputato tre edizioni dei Campionati europei (2007, 2009, 2011).